# Hedya ochroleucana
Hedya ochroleucana es una especie de polilla del género Hedya, tribu Olethreutini, familia Tortricidae. Fue descrita científicamente por Frolich en 1828.

## Descripción
La envergadura es de 16-21 milímetros.

## Distribución
Se distribuye por Estados Unidos, Canadá y Alemania.